# 砂岡良治
砂岡 良治（いさおか りょうじ、1962年2月18日 - ）は、栃木県下都賀郡大平町（現・栃木市）出身の元重量挙げ選手。2023年より日本ウエイトリフティング協会会長を務める。
1984年ロサンゼルスオリンピック重量挙げ男子82.5kg級銅メダリスト。1988年ソウルオリンピック重量挙げ男子82.5kg級6位。1992年バルセロナオリンピック重量挙げ男子82.5kg級は失格。1986年アジア競技大会金メダル、1990年アジア競技大会銅メダル獲得。
栃木県立小山高等学校でウエイトリフティングを始め、日本体育大学 - ユニデン - 大平町職員。
インターハイ優勝2回。全日本ウエイトリフティング選手権大会優勝11回（第40回 - 第46回、第48回 - 51回）。

## 保有する公認日本記録
- 男子82.5kg級（旧階級）：スナッチ165.5kg、クリーン&ジャーク205.5kg、トータル370kg
- 男子90kg級（旧階級）：スナッチ161.5kg、クリーン&ジャーク203kg、トータル360kg

## エピソード
「垂直跳び1m」、「立ち幅跳び3m」、「背筋力計を振り切った」などのエピソードで知られている。背筋は普通に1台で計測すると振り切ってしまうので、2台にまたがって計測していたという。
ファンからは『ウエイト界の玉三郎』と呼ばれており、合宿先や遠征に出発する際の空港に、若い女性ファンが大勢来ていたという。
タレントの砂岡春奈は姪。